# Edmund Greacen

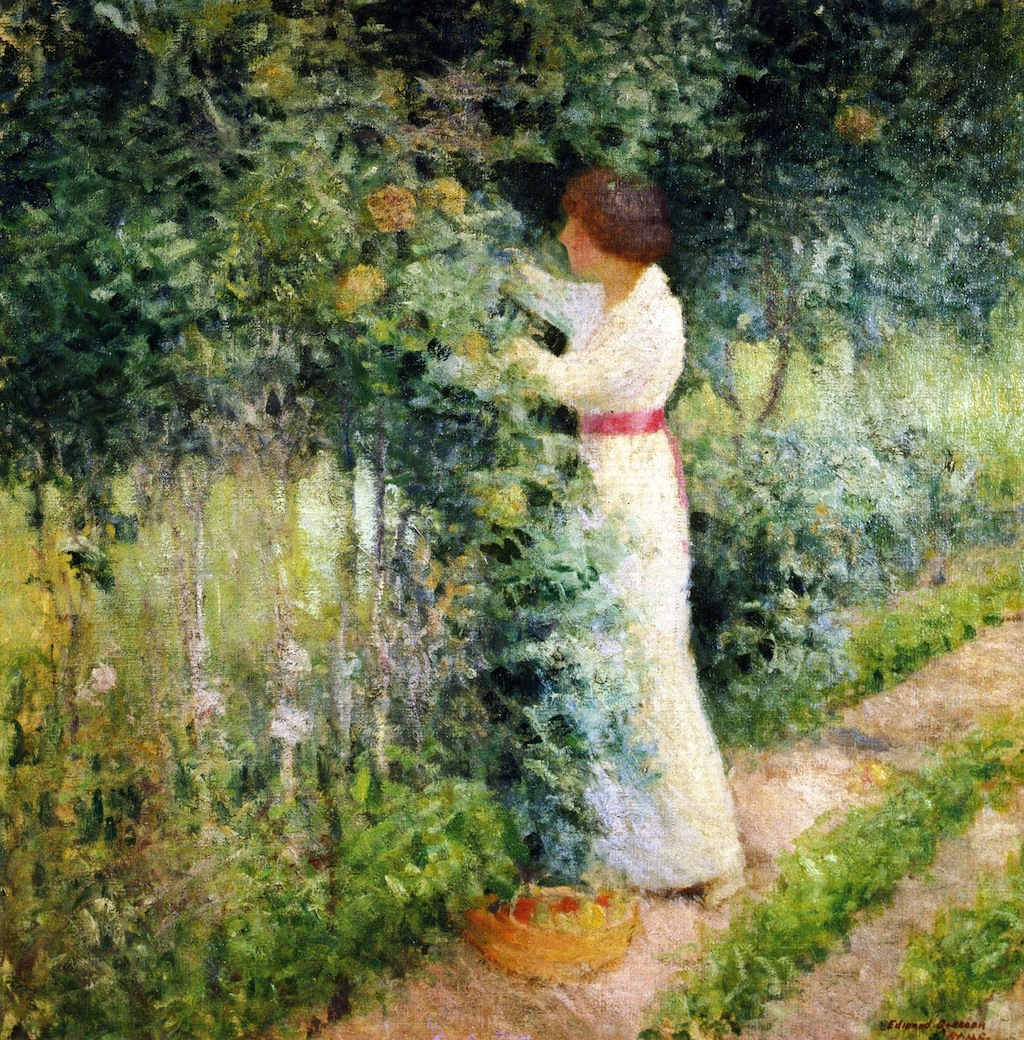
Ethol in the Rose Garden, Giverny, Francia por Edmund W. Greacen,

Edmund William Greacen (1876-1949) fue un pintor impresionista estadounidense. Su carrera activa se extendió desde 1905 hasta 1935, durante la cual pintó muchas obras en óleo sobre lienzo y tabla. Una de sus obras, cuya reproducción se encuentra en la Institución Smithsoniana, recibió el premio Samuel T. Shaw del Salmagundi Club en 1922. Además de su obra como artista, Greacen también fundó, dirigió y enseñó en la Grand Central School of Art de la ciudad de Nueva York durante más de 20 años.

## Orígenes

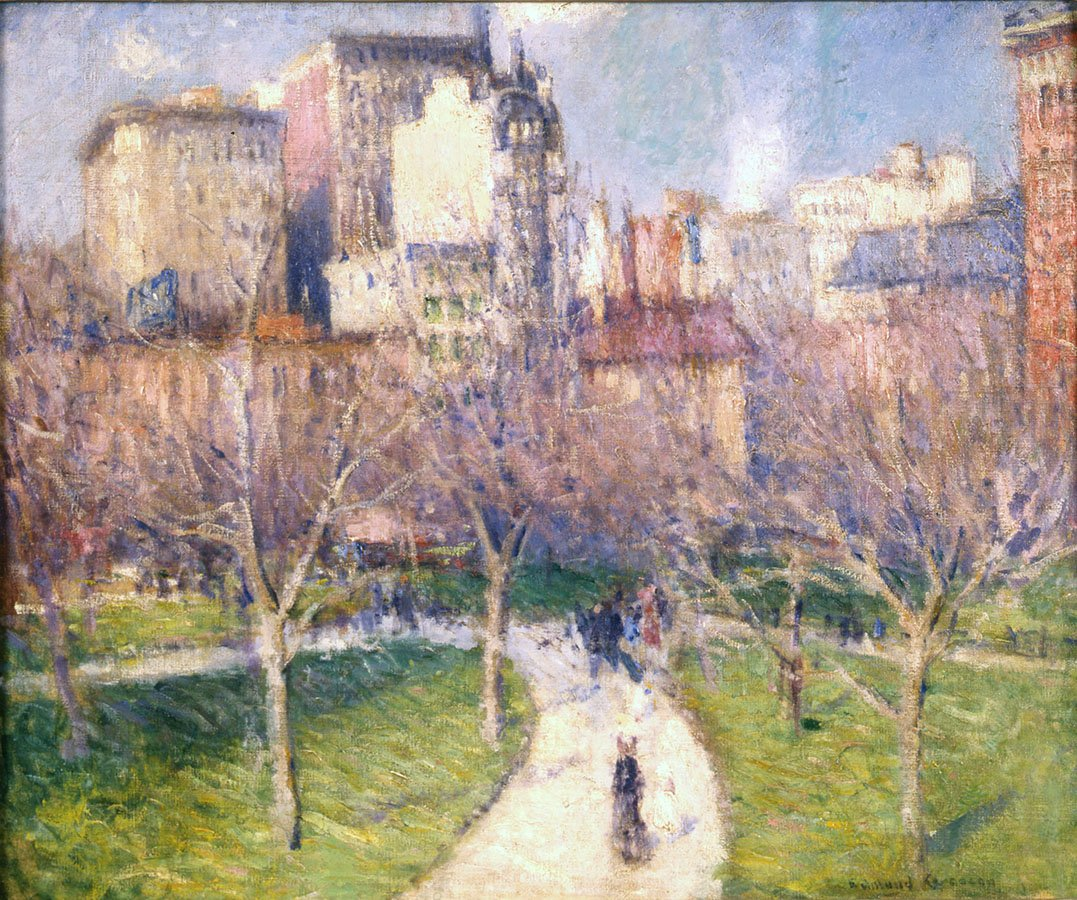
Madison Square Garden, Summer por Edmund William Greacen, 1914

Greacen nació en la ciudad de Nueva York, hijo de Thomas Edmund Greacen e Isabella Wiggins. El padre de Greacen había llegado de Escocia en 1868 y había establecido un negocio de calzado. Gracias al éxito del padre en los asuntos comerciales, la familia pudo mantener casas en 6 West 50th Street (sitio ahora ocupado por el Rockefeller Center) y en el condado de Delaware en el norte del estado de Nueva York, donde la pareja y su cuatro hijos pasaban sus veranos.

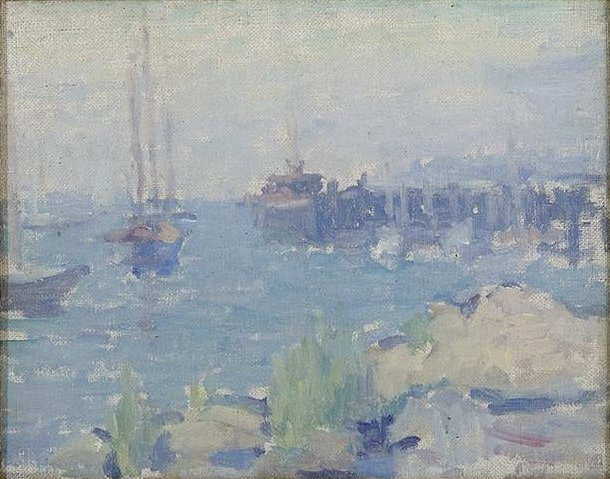
Southport Harbor por Edmund Greacen, óleo sobre lienzo

Greacen obtuvo una licenciatura de la Universidad de Nueva York y luego su padre lo envió a un "crucero mundial de venta de zapatos", ya que quería que se distrajera de la fascinación por la guerra hispanoamericana. Después de regresar, Greacen decidió seguir la carrera de pintor y en 1899 se matriculó en la Art Students League de Nueva York, tomando también clases en la Escuela de Arte de Nueva York, donde estudió con William Merritt Chase. Durante sus estudios, Greacen conoció a Ethol Booth de New Haven, Connecticut, una estudiante de arte matriculada en la cercana escuela de arte de Miss Morgan. Se casaron en 1904.
En 1905, Greacen y su esposa viajaron a España con la clase de Chase, y luego la pareja se fue a seguir sus estudios a los Países Bajos, Bélgica e Inglaterra. Ethol fue la modelo principal para las pinturas al aire libre de su marido realizadas durante esa época. Su hijo, Edmund William Jr., nació en París en 1906, y en el verano de 1907 la familia había alquilado una casa en Giverny, Francia, cerca de la mansión de Claude Monet. Greacen solo conoció al pintor una vez, pero quedó impresionado por el artista y con las pinturas de nenúfares que estaba creando en esa época. Mientras estaban en Giverny nació Nan, la hija de la pareja, en 1908.

## Nueva York
La familia regresó a los Estados Unidos en 1910 y Greacen estableció un estudio en la ciudad de Nueva York que mantendría hasta 1917. Comenzó a exhibir su trabajo en exposiciones y galerías, se unió al National Arts Club y fundó la Escuela de Arte de Manhattan. Mientras continuaba trabajando en Manhattan, también se convirtió en miembro de Old Lyme Art Colony of American Impressionists en Old Lyme, Connecticut. Fue allí donde siguió evolucionando su estilo de pincel libre que representaba paisajes y jardines de flores. Durante la Primera Guerra Mundial, Greacen sirvió durante seis meses, pero lo hizo con la YMCA francesa debido a su edad.
Después de regresar a Nueva York, Greacen continuó su carrera artística. En 1920 fue elegido miembro asociado de la Academia Nacional de Diseño y se convirtió en académico de pleno derecho en 1935. En 1922, una exposición individual en la Galería Macbeth fue seguida por la recepción del Premio Samuel T. Shaw, valorado en 1.000 dólares, del Club Salmagundi. El mismo año, Greacen se unió a John Singer Sargent y Walter Leighton Clark para establecer la Asociación de galerías de pintores y escultores, una cooperativa de artistas. De esta asociación surgieron las Galerías de Arte Grand Central y la Escuela de Arte Grand Central, de las cuales Greacen se convirtió en el director.
Greacen dirigió la Grand Central School of Art durante 20 años. Debido a que su trabajo lo mantuvo cada vez más en Nueva York, terminó su asociación con la colonia de artistas de Old Lyme. Fue elegido miembro asociado de la Academia Nacional de Diseño durante esta época, y en 1935 fue elevado al estatus de Académico. Poco después, sin embargo, una serie de derrames cerebrales afectaron su salud y él y su esposa se trasladaron a Florida. Más tarde optaron por regresar a Nueva York después de varios años, y Greacen murió en White Plains, Nueva York a los 73 años.

## Archivo
Los documentos de Edmund Greacen se encuentran en los Archivos de Arte Estadounidense de la Institución Smithsoniana. Se incluyen numerosos escritos, dibujos y fotografías, así como materiales relacionados con la Academia Nacional de Diseño, el Club Nacional de las Artes, la Escuela de Arte de Manhattan y la Escuela de Arte Grand Central.